# Bernharddorp
Bernharddorp is een dorp in het district Para in Suriname, ten zuiden van Lelydorp.
Het dorp heeft ongeveer 2.000 inwoners (stand 2022) die hoofdzakelijk van inheemse afkomst zijn uit de stammen Karaïben en Arowakken.
Het dorp was oorspronkelijk bekend als km 25, en was in de jaren 1930 gesticht door inheemsen uit Bisri bij Zanderij op grond van het Bisdom Paramaribo. Tijdens de Tweede Wereldoorlog werd het dorp Bisri ontruimd om plaats te maken voor de luchthaven.
In 1950 werd het bezocht door Prins Bernhard. In 1951 was Bernharddorp het eerste dorp in Suriname met een democratisch gekozen kapitein. Prins Bernhard was in Suriname aanwezig en heeft kapitein Calli geïnstalleerd. Op 25 februari 1951 is de naam van het dorp gewijzigd in Bernharddorp, maar de naam verwijst officieel naar Bernardus van Clairvaux.
Het dorp werd in 2014 genoemd als tussenstop voor een mogelijk aan te leggen treinverbinding van Paramaribo naar Onverwacht. Deze spoorlijn werd niet gerealiseerd (stand 2019).